# Artibeus planirostris
Artibeus planirostris es una especie de murciélago de la familia Phyllostomidae. Presenta un gran tamaño,presenta líneas faciales de conspicuas a tenues, con incisivos anchos, cortos y bilobulados. El cuerpo es ancho de manera uniforme (cabeza, cuerpo, hombros), hoja nasal ancha en forma de lanza, con una verruga en la mandíbula inferior rodeada de pequeñas almohadillas, carecen de cola, como todos los frugívoros.

## Distribución geográfica
Se encuentra en Argentina, Perú, Brasil, Colombia, Ecuador, Paraguay, y Venezuela.